# Teen Choice Awards 2007
Teen Choice Awards 2007 byly udělovány dne 26. srpna 2007 v Universal Amphitheater v Los Angeles.

## Ceny
Vítězi jsou označeni tučně a jsou uvedeni první v pořadí

### Film
| Herec: akční film | Herečka: akční film |
| --- | --- |
| - Johnny Depp, Piráti z Karibiku: Na konci světa - Orlando Bloom, Piráti z Karibiku: Na konci světa - Chris Evans, Fantastická čtyřka a Silver Surfer - Tobey Maguire, Spider-Man 3 - Shia LaBeouf, Transformers                                                                                 | - Keira Knightley, Piráti z Karibiku: Na konci světa - Lena Headeyová, 300: Bitva u Thermopyl - Jessica Alba, Fantastická čtyřka a Silver Surfer - Kirsten Dunst, Spider-Man 3 - Megan Fox, Transformers |
| Herec: Komedie | Herečka: Komedie |
| - Will Ferrell, Ricky Bobby: Nejrychlejší jezdec, Ledově ostří - Sacha Baron Cohen, Borat: Nakoukání do amerycké kultůry na obědnávku slavnoj kazašskoj národu, Ricky Bobby: Nejrychlejší jezdec - Steve Carell, Božský Evan - Ben Stiller, Noc v muzeu - Jon Heder, Ledově ostří, Škola svádění | - Sophia Bush, John Tucker musí zemřít - Emma Roberts, Nancy Drew: Záhada v Hollywoodu - Katherine Heiglová, Zbouchnutá - Jessica Simpson, Rande měsíce - Kate Hudson, My dva a křen |
| Herec: horror/thriller | Herečka: horror/thriller |
| - Shia LaBeouf, Disturbia - Ryan Gosling, Okamžik zlomu - Jim Carrey, 23 - Josh Duhamel, Brazilský masakr - Jake Gyllenhaal, Zodiac | - Sophia Bush, Stopař - Elisha Cuthbert, Captivity - Amber Tamblyn, Smrtící nenávi2t - Jessica Biel, Next - Jordna Brewster, Texaský masakr motorovou pilou: Počátek |
| Herec: drama | Herečka: drama |
| - Will Smith, Štěstí na dosah - Ashton Kutcher, Záchranáři - Leonardo DiCaprio, Skrytá identita, Krvavý diamant - Adam Sandler, Volání o pomoc - Channing Tatum, Let's Dance | - Jennifer Hudson, Dreamgirls - Meagan Good, Divoký Stomp - Angelina Jolie, Síla srdce - Lindsay Lohan, Vlastní pravidla, Bobby - Scarlett Johnsson, Dokonalý trik, Černá Dahlia |
| Průlomový herec | Průlomová herečka |
| - Shia LaBeouf, Transformers, Disturbia, Průvodce k rozpoznání tvých svatých - Justin Long, Smrtonosná past 4.0, Rozchod, Bezva vejška, Absurdistán - Justin Timberlake, Alpha Dog, V řetězech - Jaden Smith, Štěstí na dosah - Chris Brown, Divoký Stomp                                        | - Sophia Bush, John Tucker musí zemřít, Stopař - Jennifer Hudson, Dreamgirls - Rachel Bilson, Poslední polibek - Emm Roberts, Nancy Drew: Záhada v Hollywoodu - Megan Fox, Transformers |
| Výbuch vzteku | Křik |
| - Ryan Seacrest, Zbouchnutá - Jessica Alba, Fantastická čtyřka a Silver Surfer - Cameron Diaz, Prázdniny - Will Ferrell, Ledově ostří - Steve Carell, Božský Evan | - Steve Carell, Božský Evan - Jonah Hill, Bezva vejška - Arielle Kebbel, Smrtící nenávi2t - Jordana Brewster, Texaský masakr motorovou pilou: Počátek - Kate Beckinsale, Motel smrti |
| Souboj | Chemie |
| - Orlando Bloom, Piráti z Karibiku: Na konci světa - 300: Bitva u Thermopyl - Tobey Maguire, James Franco, Topher Grace, Thomas Haden Church, Spider-Man 3 - Chris Evans vs. Julian McMahon, Fantastická čtyřka a Silver Surfer - Josh Duhamel, Transformers                                     | - Will Smith a Jaden Smith, Štěstí na dosah - Will Ferrell a Jon Heder, Ledově ostří - Seth Rogen a Paul Rudd, Zbouchnutá - George Clooney, Casey Affleck, Scott Caan, Don Cheadle, Matt Damon, Elliott Gould, Eddie Jemison, Bernie Mac, Brad Pitt, Shaobo Qin, Carl Reiner, Eddie Izzard a Andy García, Dannyho parťáci 3 - Shia LaBeouf a Bumblebee, Transformers |
| Drama/akční film | Thriller |
| - Harry Potter a Fénixův řád - Fantastická čtyřka a Silver Surfer - Bourneovo ultimátum - Smrtonosná past 4.0 - Transformers | - Disturbia - Pokoj 1408 - Hostel 2 - 23 - Saw 3 |
| Komedie | Zloduch |
| - Zbouchnutá - Ledově ostří - Božský Evan - Noc v muzeu - Dannyho parťáci | - Bill Nighty, Piráti z Karibiku: Na konci světa - Julian McMahon, Fantastická čtyřka a Silver Surfer - Al Pacino, Dannyho parťáci 3 - Topher Grace, Spider-Man 3 - Megatron, Transformers |
| Hezké holky ve filmu | Polibek |
| - Prázdniny - Vlastní pravidla - Poslední polibek - Kněz je poděs - Hudbu složil, slova napsal | - Keira Knightley a Orlando Bloom, Piráti z Karibiku: Na konci světa - Jamie Foxx a Beyoncé Knowles, Dreamgirls - Drew Barrymoreová a Hugh Grant, Hudbu složil, slova napsal - Kirsten Dunst a Tobey Maguire, Spider-Man 3 - Megan Fox a Shia LaBeouf, Transformers                                                                                                  |
| Drama | |
| - Štěstí na dosah - Skrytá identita - Divoký Stomp - Let's Dance - Záchranáři | |